# Bisbat de Yokohama
El bisbat de Yokohama (japonès: カトリック横浜教区; llatí: Dioecesis Yokohamaënsis) és una seu de l'Església catòlica, sufragània de l'arquebisbat de Tòquio. El 2010 tenia 56.376 batejats al voltant de 15.823.163 habitants. Actualment és dirigida pel bisbe Rafael Masahiro Umemura.

## Territori
La diòcesi comprèn les prefectures de Kanagawa, Nagano, Shizuoka i Yamanashi.
La seu episcopal és la ciutat de Yokohama, on es troba la catedral del Sagrat Cor.
El territori està dividit en 84 parròquies.

## Història
La diòcesi va ser erigida el 9 de novembre de 1937 amb la butlla Quod iamdiu del Papa Pius XI, a partir de territori pres de l'arquebisbat de Tòquio.
El 4 de gener de 1939 cedí part del seu territori per tal que s'erigís la prefectura apostòlica d'Urawa (actualment la diòcesi de Saitama).

## Cronologia episcopal
- Jean-Baptiste-Alexis Chambon, M.E.P. † (9 de novembre de 1937 - 18 de setembre de 1940 renuncià)
- Thomas Asagoro Wakida (Wakita) † (25 de març de 1947 - 5 de juliol de 1951 renuncià)
- Luke Katsusaburo Arai † (13 de desembre de 1951 - 30 d'octubre de 1979 jubilat)
- Stephen Fumio Hamao † (30 d'octubre de 1979 - 15 de juny de 1998 renuncià)
- Rafael Masahiro Umemura, des del 16 de març de 1999

## Estadístiques
A finals del 2010, la diòcesi tenia 56.376 batejats sobre una població de 15.823.163 persones, equivalent al 0,4% del total.
| any  | població | població   | població | sacerdots | sacerdots       | sacerdots       | sacerdots             | diàques | religiosos | religiosos | parroquies |
| ---- | -------- | ---------- | -------- | --------- | --------------- | --------------- | --------------------- | ------- | ---------- | ---------- | ---------- |
| any  | batejats | total      | %        | total     | clergat secular | clergat regular | batejats por sacerdot | diàques | homes      | dones      |            |
| 1950 | 7.630    | ?          | ?        | 15        | 15              |                 | 508                   |         | 51         | 284        | 34         |
| 1970 | 29.777   | 11.244.335 | 0,3      | 160       | 24              | 136             | 186                   |         | 191        | 735        | 24         |
| 1980 | 37.366   | 13.181.944 | 0,3      | 152       | 79              | 73              | 245                   |         | 112        | 638        | 45         |
| 1990 | 45.858   | 14.582.123 | 0,3      | 139       | 33              | 106             | 329                   |         | 133        | 577        | 97         |
| 1999 | 52.554   | 15.274.683 | 0,3      | 144       | 41              | 103             | 364                   | 1       | 118        | 635        | 84         |
| 2000 | 52.867   | 15.336.592 | 0,3      | 147       | 44              | 103             | 359                   | 1       | 124        | 634        | 84         |
| 2001 | 51.998   | 15.375.429 | 0,3      | 145       | 45              | 100             | 358                   | 1       | 121        | 597        | 84         |
| 2002 | 52.398   | 15.466.460 | 0,3      | 137       | 45              | 92              | 382                   | 1       | 111        | 585        | 84         |
| 2003 | 52.764   | 15.534.092 | 0,3      | 130       | 40              | 90              | 405                   | 1       | 109        | 578        | 84         |
| 2004 | 53.514   | 15.596.956 | 0,3      | 129       | 42              | 87              | 414                   | 1       | 105        | 569        | 84         |
| 2010 | 56.376   | 15.823.163 | 0,4      | 116       | 43              | 73              | 486                   |         | 93         | 599        | 84         |